# Москва-Сити (ТЕОС)
ТЕОС «Московский международный деловой центр „Москва-Сити“» (ТЕОС «Москва-Сити») — бывшая территориальная единица с особым статусом города Москвы, просуществовавшая с 1999 года по 2002 год. Была выделена из состава районов «Пресненский», «Дорогомилово» и «Филёвский Парк»

## Цели создания
Основными целями создания ТЕОС являлись:
- организация и создание условий для эффективного функционирования приоритетной Целевой комплексной программы градостроительного и социально-экономического развития ММДЦ «Москва-Сити»;
- создание условий для более эффективного становления города Москвы как центра деловой активности Российской Федерации;
- создание основы для стабильных налоговых поступлений в бюджет города Москвы;
- более эффективного использования городских территорий;
- сохранение и создания новых рабочих мест, в том числе и за счёт создания дополнительных рабочих мест на сопутствующих и обслуживающих предприятиях, обеспечения заказами существующих городских производителей товаров и услуг;
- повышения рыночной стоимости земельных участков, выставляемых на продажу на территории города Москвы;

## История
Территориальная единица с особым статусом «Московский международный деловой центр „Москва-Сити“» была организована в 1999 году.
Но уже в декабре 2002 года территориальные единицы с особым статусом были исключены из территориального деления Москвы, то есть все ТЕОС были юридически упразднены.
В 2003 году по постановлению правительства Москвы ТЕОС «Москва-Сити» была реорганизована в форме присоединения к префектуре Центрального административного округа. При этом территория, ранее относившая к ТЕОС, была присоединена к Пресненскому району и районам «Дорогомилово» и «Филёвский Парк» ещё в 2002 году. Однако закон "О территориальной единице с особым статусом «Московский международный деловой центр „Москва-Сити“»" был признан утратившим силу только в 2006 году.

## Границы
Границы ТЕОС «Московский международный деловой центр „Москва-Сити“» проходили: по оси 2-й Магистральной улицы, юго-западной границе владения № 3 по 2-й Магистральной улице до улицы Ермакова Роща, по оси улицы Ермакова Роща, по северо-западной границе полосы отвода железнодорожной ветки № 27 до пересечения со Смоленским направлением МЖД, далее пересекая пути Смоленского направления МЖД и автомагистраль 3-го кольца, по восточной границе полосы отвода 3-го кольца, по северо-восточной границе полосы отвода 2-го Красногвардейского проезда, по северной границе полосы отвода 1-го Красногвардейского проезда, далее пересекая 1-й Красногвардейский проезд, по западным границам владения № 14 по Краснопресненской набережной, по оси р. Москва, далее пересекая набережную Тараса Шевченко, по западной границе владения № 12 по Кутузовскому проспекту, по северо- западным границам владений № 14, 16, 18 по Кутузовскому проспекту, по северо-восточной границе владения № 20 по Кутузовскому проспекту, по северо-восточной границе владения № 15 по набережной Тараса Шевченко, по южным границам полосы отвода набережной Тараса Шевченко (включая территорию сквера между домами № 22 и 24 по Кутузовскому проспекту), далее пересекая автомагистраль 3-го кольца по оси Малого кольца МЖД, по оси р. Москва, по северо-западной границе полосы отвода Смоленского направления МЖД, по восточным и северной границам домовладения № 39 по Шмитовскому проезду, по оси Шелепихинского шоссе до 2-й Магистральной улицы. В границы ТЕОС также входила территория Западного речного порта.
При создании ТЕОС в 1999 году эти территории были изъяты из состава районов «Пресненский», «Дорогомилово» и «Филёвский Парк», а в 2002 году возвращены обратно.